# Phintella mussooriensis
Phintella mussooriensis är en spindelart som beskrevs av Prószynski 1992. Phintella mussooriensis ingår i släktet Phintella och familjen hoppspindlar. Inga underarter finns listade i Catalogue of Life.